# Afrocarpus falcatus
Espèce
Classification phylogénétique
Statut de conservation UICN

 LC  : Préoccupation mineure
Afrocarpus falcatus (syn. Podocarpus falcatus) est une espèce de plantes de la famille des Podocarpaceae. C'est un arbre originaire des montagnes du Sud de l'Afrique, se trouvant au Malawi, Mozambique, Afrique du Sud, et Swaziland. Il est localement appelé en afrikaans : kalander, en sotho mogôbagôba, en xhosa umkhoba et en zoulou umsonti. En anglais il est appelé yellowwood, Outeniqua Yellowwood (d'après Farjon, de manière inappropriée, ce nom étant plutôt attribué à Podocarpus latifolius)

## Description

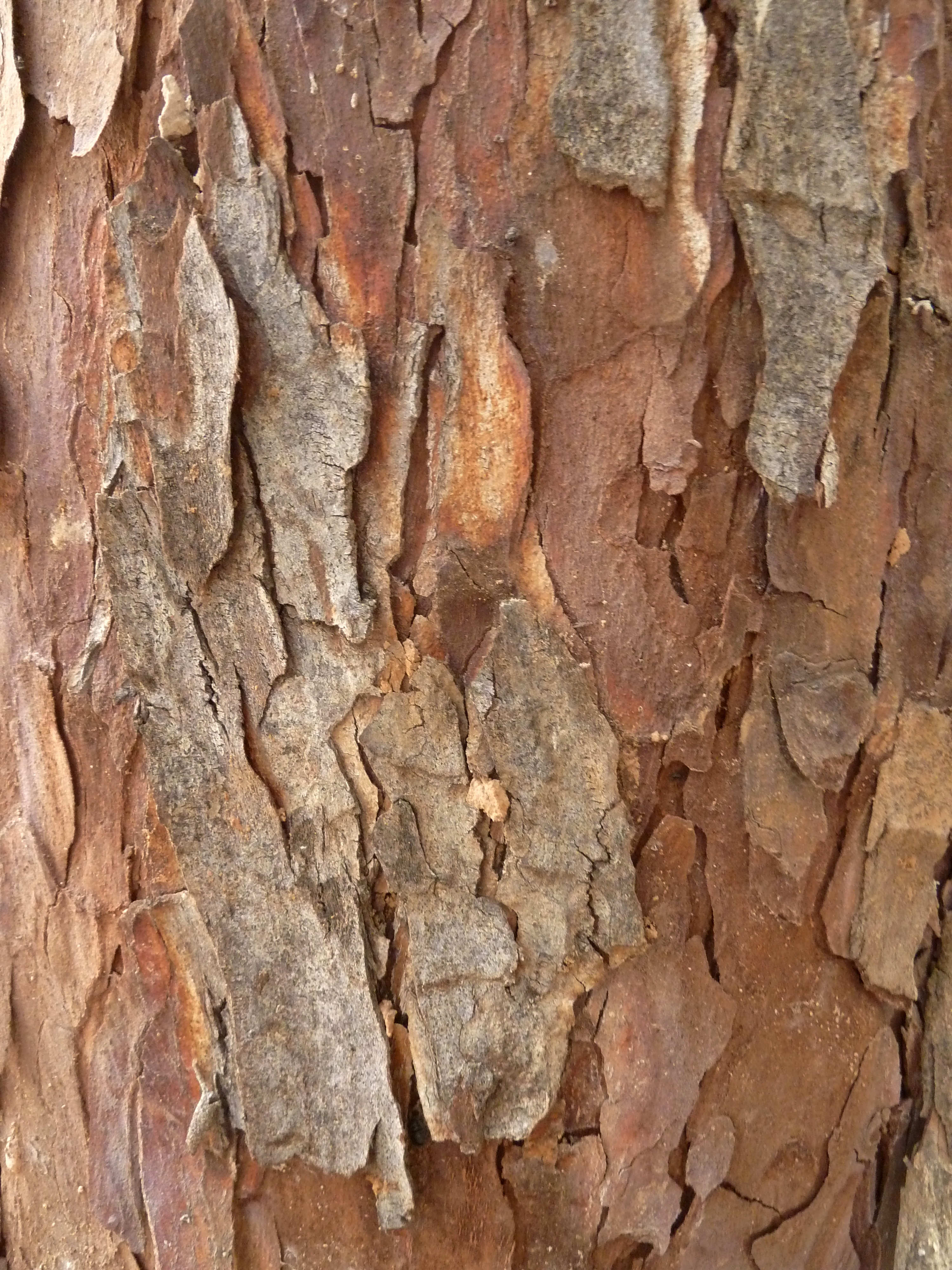
Écorce du tronc d'un Afrocarpus falcatus

C'est un conifère à feuilles persistantes, disposées en spirale sur les branches. Il atteint souvent près de 45 mètres de haut, et peut même atteindre 60 m, mais en altitude et dans les habitats côtiers exposés, sa hauteur dépasse rarement 25 m. Certains des plus gros individus se trouvent dans les forêts d'altitude de Knysna et Amatole en Afrique du Sud, où certains spécimens ont plus de mille ans. Le tronc peut avoir un diamètre de 2 à 3 m et l'écorce est gris-brun à rougeâtre. Elle est lisse et striée sur les jeunes tiges, mais de plus en plus squameuse sur les troncs plus âgés. Les feuilles sont petites et étroites, jusqu'à 5 cm de large. Elles sont vertes à jaunâtres, sans poils, coriaces et de texture légèrement cireuse.
L’Afrocarpus falcatus est une espèce dioïque, avec des individus mâles ou femelles. Le cône mâle est brun avec des écailles en spirale et mesure 5 à 15 mm de large : il pousse à la base des feuilles. Le cône femelle porte une graine d'environ 1 à 2 cm de long, grise-verte, ressemblant à une drupe enveloppée d'un manteau ligneux lui-même recouvert d'une peau charnue et résineuse. L'espèce est en danger critique d'extinction dans son milieu sauvage d'origine, alors qu'elle a par ailleurs été introduite comme arbre ornamental dans divers jardins d'agrément et botaniques.

## Utilisation
Historiquement utilisé pour la construction et le mobilier. Le bois polyvalent convient aux meubles, à la menuiserie haut de gamme, aux sols domestiques, aux panneaux de plafond, aux panneaux, aux boîtes décoratives et à la sculpture.
Il a été utilisé dans le passé pour les mâts de navires et est toujours très demandé pour la construction de bateaux. On l'a utilisé pour les traverses de chemin de fer.
Le bois scié est également utilisé dans la construction pour les poutres et les chevrons, les planchers des maisons et les panneaux muraux, la menuiserie et la fabrication de meubles. En 1932, il a été recommandé pour une utilisation dans d'importants bâtiments publics en Afrique du Sud. 

## Confusion
Un film documentaire traduit de l'anglais a introduit une confusion avec le virgilier à bois jaune (yellowwood), arbuste ornemental originaire d'Amérique.

## Galerie photos

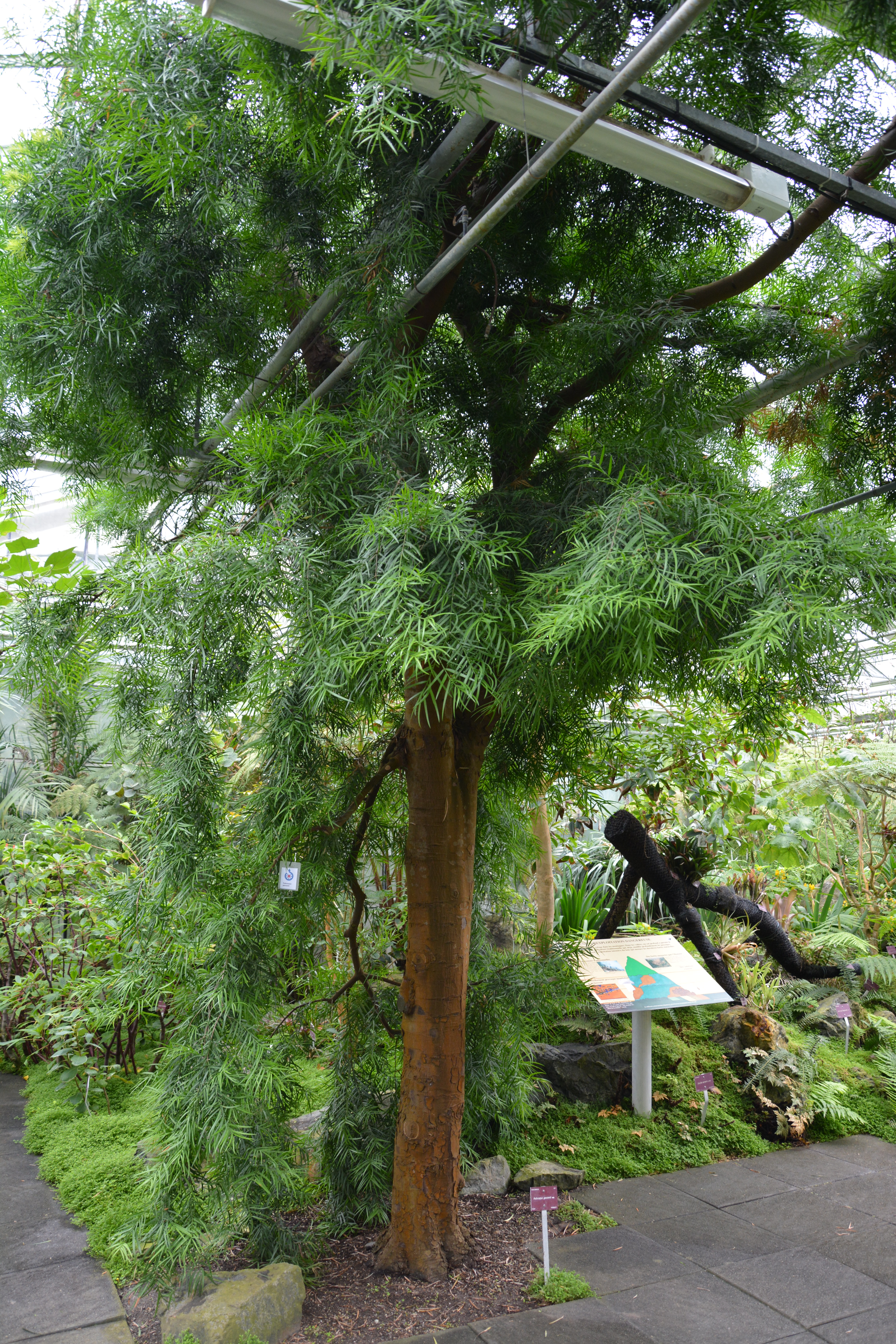
Plant d'Afrocarpus sous serre
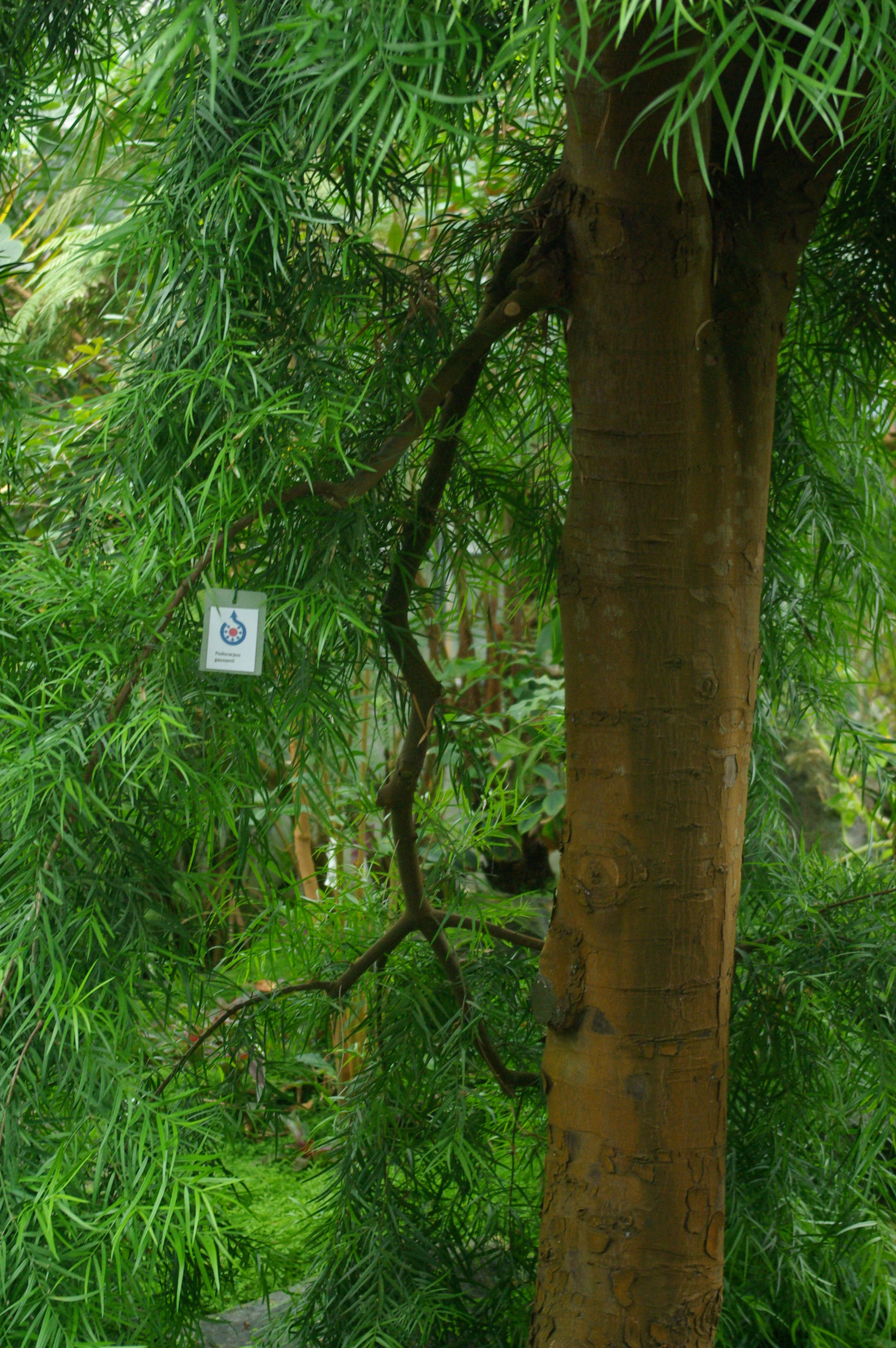
Plant d'Afrocarpus sous serre
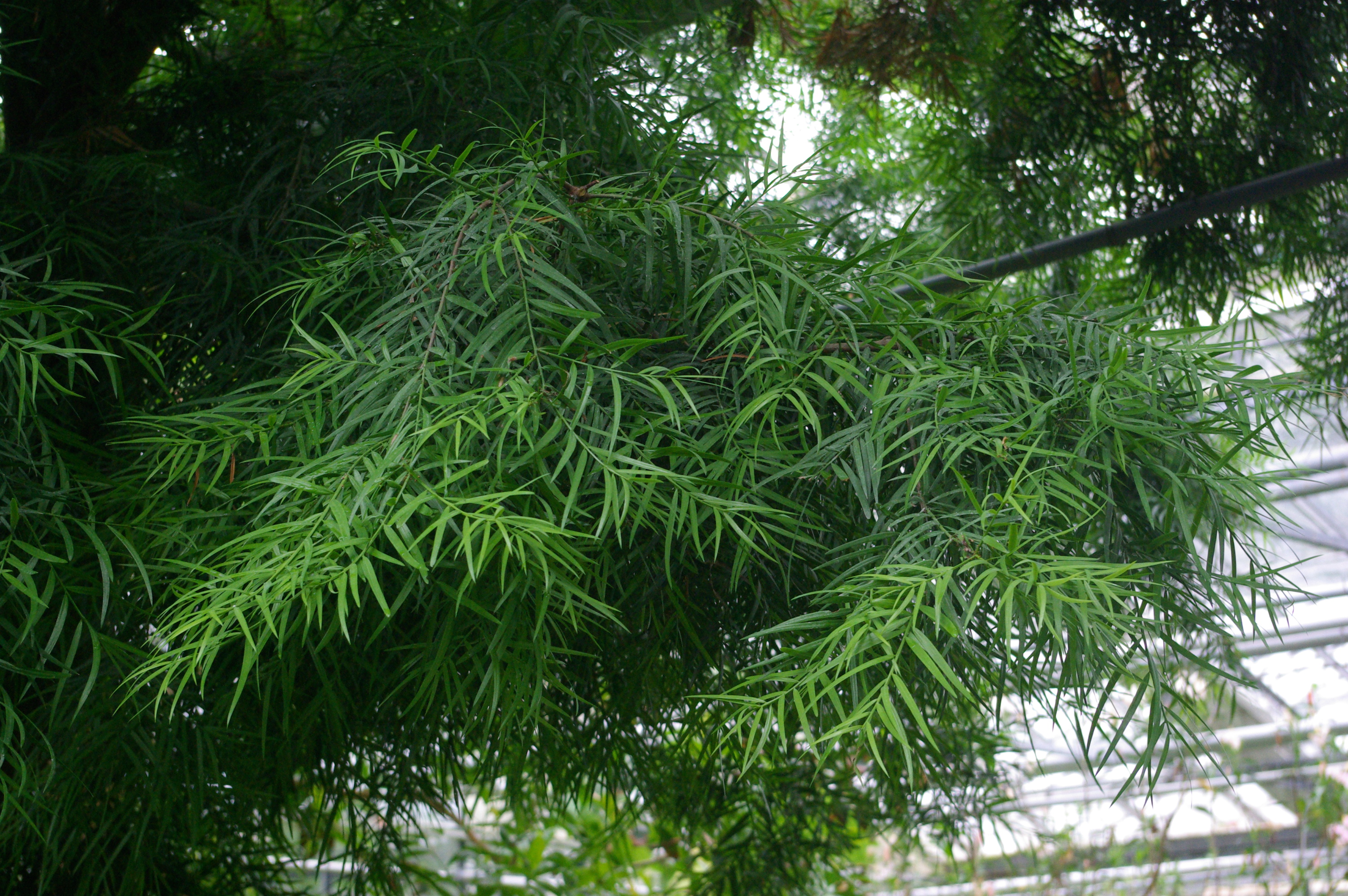
Rameau
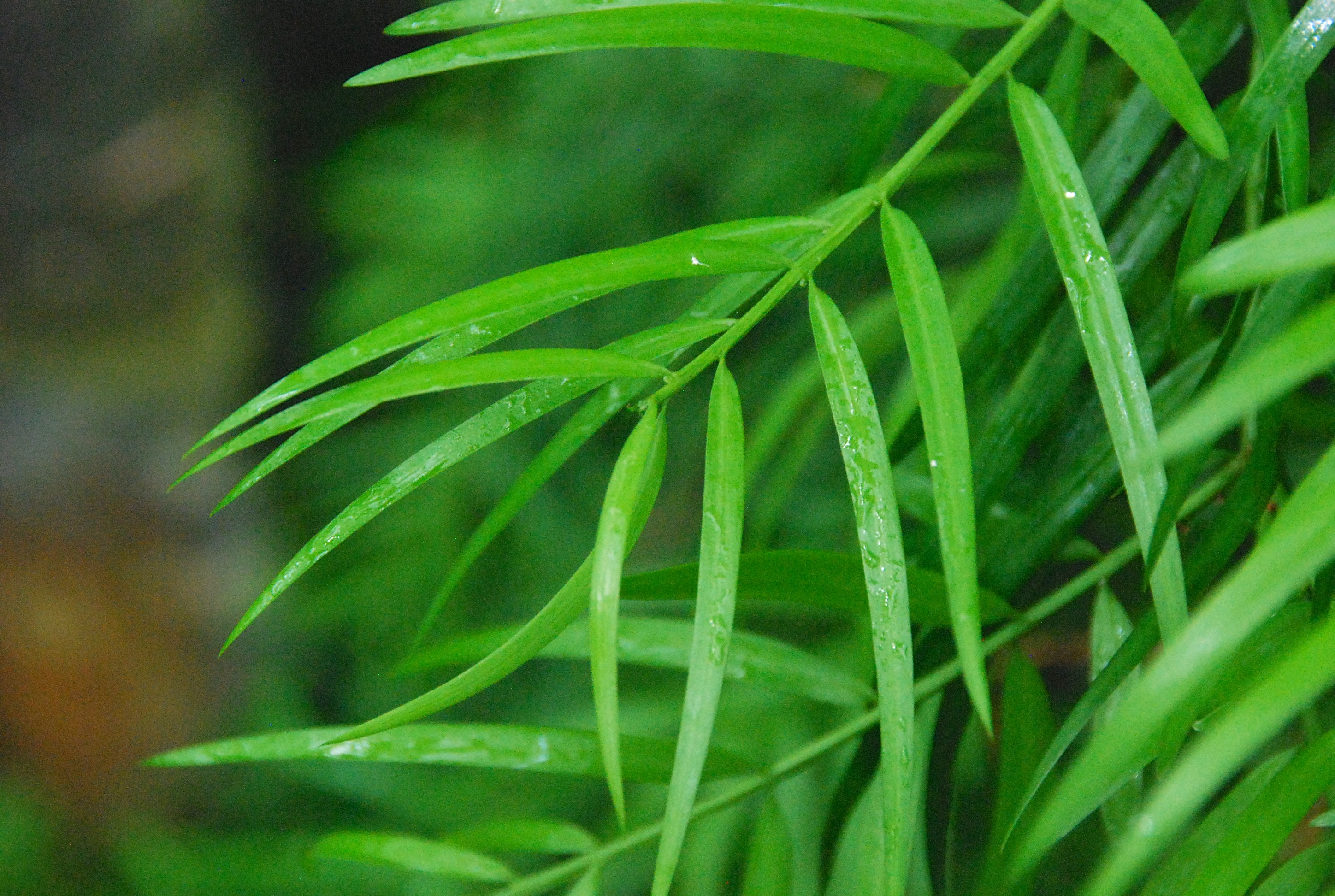
Détail des feuilles
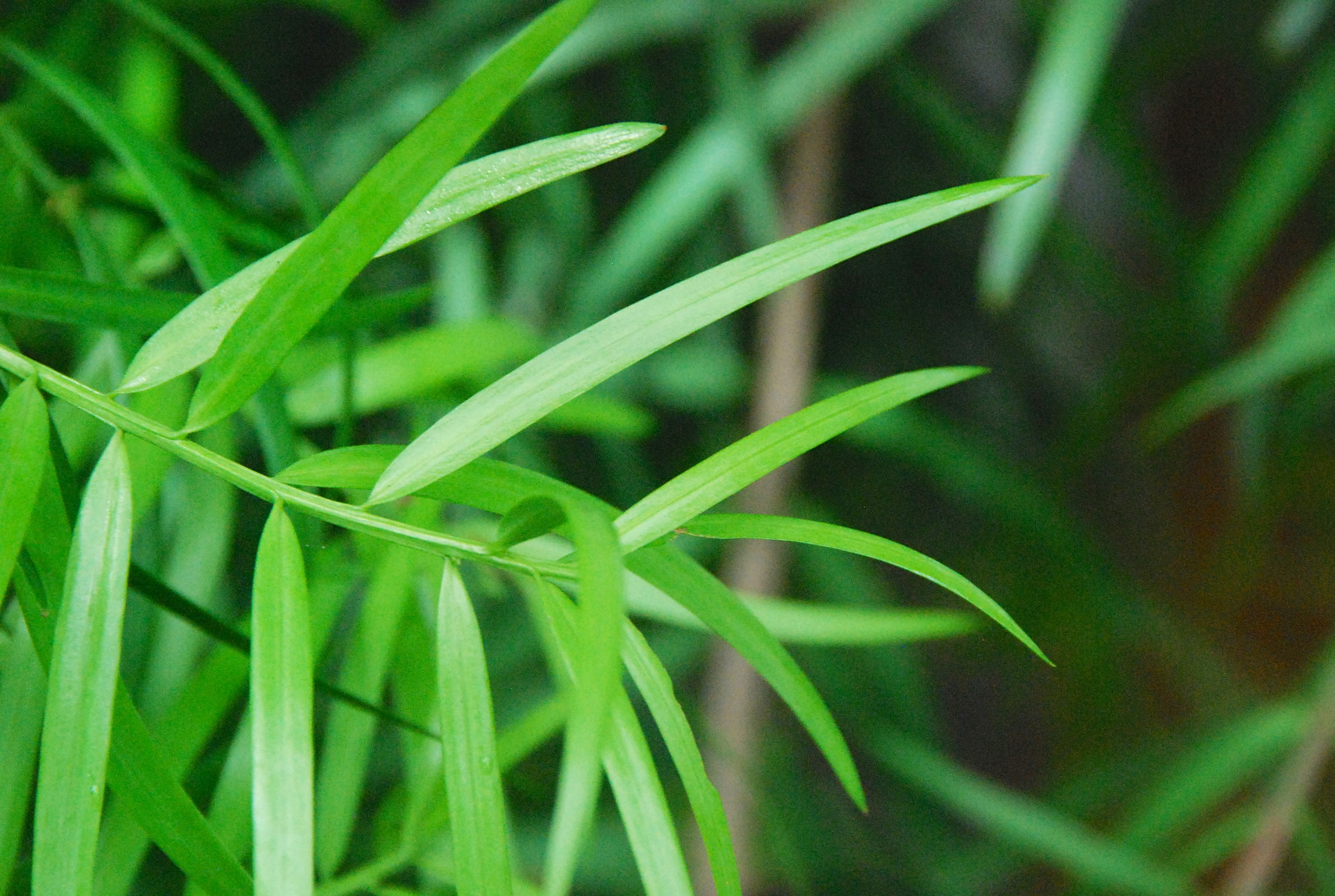
Détail des feuilles